# 六十面體
在幾何學中，六十面體是指有60個面的多面體，在六十面體當中沒有任何一個形狀是正多面體，換言之即正六十面體並不存在，也不存在六十個面的均勻多面體，但仍有許多由正多邊形組成的六十面體，例如五十八角柱、五十九角錐等，也有一些接近球狀但並非由正多邊形組成的六十面體，其中對稱性較高的凸多面體是五角化十二面體、鳶形六十面體、五角六十面體和三角化二十面體等卡塔蘭立體、亦存在一些非凸六十面體，如完全星形二十面體的對偶多面體和菱形六十面體等立體。

## 常見的六十面體

### 卡塔蘭立體
部分卡塔蘭立體具有60個面。
| 五角化十二面體 | 鳶形六十面體 | 五角六十面體（左旋） | 五角六十面體（右旋） | 三角化二十面體 |

### 均勻多面體對偶
部分均勻多面體的對偶多面體，即均勻多面體對偶具有60個面。
| 小十二面二十面六十面體     | 大十二面二十面六十面體 | 小星形菱形十二面體   | 大菱形十二面六十面體   | 小十二角星化六十面體       |
| 大十二角星化六十面體       | 斜方星形二十面體       | 小二十角星化六十面體 | 內側二十角星化六十面體 | 大二十角星化六十面體       |
| 小星形五角化十二面體       | 大星形五角化十二面體   | 大五角化十二面體     | 大三角化二十面體       | 小雙三角十二角星化六十面體 |
| 大雙三角十二角星化六十面體 | 中鳶形六十面體         | 大凧形六十面體       | 中五角六十面体         | 大五角六十面體             |
| 中逆五角六十面体           | 大逆五角六十面体       | 大五角星六十面體     | 小六角六十面体         | 中六角六十面体             |
| 大六角六十面体             | 小六角星六十面體       |                      |                        |                            |

### 多面體的星形化體
部分多面體的星形化體或其對偶多面體具有60個面。
| 菱形六十面體 | 大稀有三角六十面體 （完全星形二十面體的對偶多面體） |

### 詹森多面體對偶
詹森多面體中並無立體具備60個面，然而有4種詹森多面體具備60個頂點。根據對偶多面體的定義，多面體的對偶多面體其面數將會是原始多面體的頂點數，因此有4個詹森多面體的對偶多面體具有60個面。
| 康威多面體表示法                        | dJ72 （60面體）                           | dJ73 （60面體）                           | dJ74 （60面體）                         | dJ75 （60面體） |
| --------------------------------------- | ----------------------------------------- | ----------------------------------------- | --------------------------------------- | --------------- |
| 圖像                                    |                                           |                                           |                                         |                 |
| 對偶多面體                              |                                           |                                           |                                         |                 |
| 單旋側帳塔小斜方截半二十面體 （62面體） | 對二旋側帳塔小斜方截半二十面體 （62面體） | 鄰二旋側帳塔小斜方截半二十面體 （62面體） | 三旋側帳塔小斜方截半二十面體 （62面體） |                 |

### 五邊形六邊形五角十二面七十四面體對偶
五邊形六邊形五角十二面七十四面體的對偶多面體也是一種六十面體，由60個面、132條邊和74個頂點組成。

五邊形六邊形五角十二面七十四面體的對偶多面體
與之對應的五邊形六邊形五角十二面七十四面體

### 五十九角錐
五十九角錐是一種底面為五十九邊形的錐體，其具有60個面、118條邊和60個頂點，其對偶多面體是自己本身。正五十九角錐是一種底面為正五十九邊形的五十九角錐，在施萊夫利符號中可以用{}∨{59}來表示。底邊長為{\displaystyle s}、高為{\displaystyle h}的正五十九角錐體積{\displaystyle V}和表面積{\displaystyle S}為：
{\displaystyle V={\frac {59hs^{2}\cot {\frac {\pi }{59}}}{12}}\approx 92.2491hs^{2}}
{\displaystyle S={\frac {59s\left({\sqrt {4h^{2}+s^{2}\cot ^{2}{\frac {\pi }{59}}}}+s\cot {\frac {\pi }{59}}\right)}{4}}\approx 14.75s\left({\frac {4h^{2}+352.033s^{2}}{+}}18.7625s\right)}

### 五十八角柱
五十八角柱是一種底面為五十八邊形的柱體，由60個面、174條邊和116個頂點組成。正五十八角柱代表每個面都是正多邊形的五十八角柱，在施萊夫利符號中可用t{2,58}表示，在考克斯特符號中可以用來表示，在威佐夫符號中可以利用2 58 | 2來表示，在康威多面體表示法中可以利用P58來表示，其每個頂點都是2個正方形和1個五十八邊形的公共頂點，頂點圖以{\displaystyle 4{.}4{.}58}表示。邊長為{\displaystyle a}的正五十八角柱體積{\displaystyle V}和表面積{\displaystyle S}為：
{\displaystyle V={\frac {29a^{3}\cot {\frac {\pi }{58}}}{2}}\approx 267.437a^{3}}
{\displaystyle S=58a^{2}\left(1+{\frac {\cot {\frac {\pi }{58}}}{2}}\right)\approx 592.874a^{2}}

### 三十方偏方面體
三十方偏方面體是反三十角柱的對偶多面體，由30個鳶形組成，共有60個面、120條邊和62個頂點。

### 雙三十角錐
雙三十角錐是三十角柱的對偶多面體，由60個三角形組成，共有60個面、90條邊和32個頂點。雙錐體可以視為由2個錐體底面對底面疊合而成，因此雙三十角錐可以視為由兩個三十角錐相疊而成，因此體積為三十角錐的兩倍，而三十角錐的體積為{\displaystyle V={\tfrac {5}{2}}hs^{2}\cot {\tfrac {\pi }{30}}\approx 23.7859hs^{2}}，而錐高為{\displaystyle h}的雙三十角錐對應到的三十角錐錐高僅有一半，因此雙三十角錐的體積為：
{\displaystyle V=2\times {\frac {5}{2}}\left({\frac {h}{2}}\right)s^{2}\cot {\frac {\pi }{30}}\approx 23.7859hs^{2}}

### 反二十九角柱
反二十九角柱是一種底面為二十九邊形的柱體，由60個面、116條邊和58個頂點組成。正二十九反角柱代表每個面都是正多邊形的反二十九角柱，在施萊夫利符號中可用{\displaystyle s\left\{{\begin{matrix}2\\29\end{matrix}}\right\}}表示，其每個頂點都是2個正方形和1個二十九邊形的公共頂點，頂點圖以{\displaystyle 2{.}2{.}58}表示。邊長為{\displaystyle a}的正二十九反角柱體積{\displaystyle V}和表面積{\displaystyle S}為：
{\displaystyle V={\frac {29a^{3}{\left(2-{\frac {1}{1+\cot {\frac {\pi }{29}}}}\right)}^{\frac {3}{2}}\cot {\frac {\pi }{58}}}{12{\sqrt {2}}}}\approx 57.8167a^{3}}
{\displaystyle S={\frac {29a^{2}\left({\sqrt {3}}+\cot {\frac {\pi }{29}}\right)}{2}}\approx 158.44a^{2}}

## 外部連結
- 埃里克·韦斯坦因. . MathWorld.